# Liriomyza elevata
Liriomyza elevata este o specie de muște din genul Liriomyza, familia Agromyzidae, descrisă de Spencer în anul 1986.
Este endemică în Colorado. Conform Catalogue of Life specia Liriomyza elevata nu are subspecii cunoscute.